# 10982 Poerink
10982 Poerink è un asteroide della fascia principale. Scoperto nel 1977, presenta un'orbita caratterizzata da un semiasse maggiore pari a 3,1970263 UA e da un'eccentricità di 0,2791704, inclinata di 13,18489° rispetto all'eclittica.